# Línguas formosanas

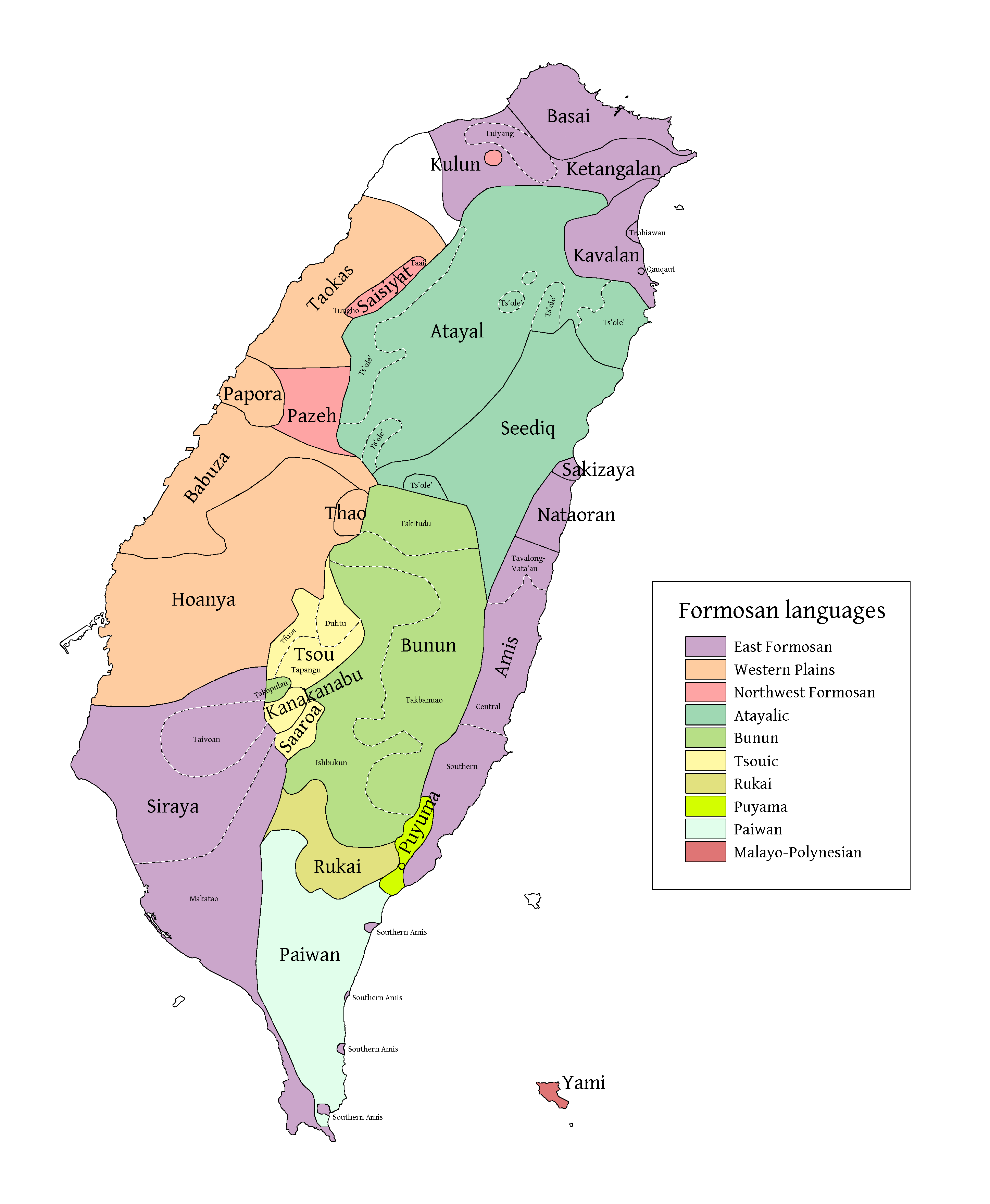
Famílias de línguas formosanas antes da colonização chinesa de Taiwan

Línguas formosanas são os idiomas dos povos indígenas da ilha Formosa, em Taiwan. Os aborígenes taiwaneses (aqueles reconhecidos pelo governo) compreendem atualmente cerca de 2% da população da ilha. No entanto, poucos ainda falam a sua língua ancestral, depois de séculos de mudança de idioma. Das cerca de 26 línguas aborígenes taiwanesas, pelo menos dez estão extintas, outros quatro (talvez cinco) estão em risco de extinção e vários outros estão em algum grau de perigo.
As línguas aborígines de Taiwan têm significado na linguística histórica, uma vez que com toda a probabilidade a ilha foi o local de origem de toda a família austronésia. De acordo com o linguista Robert Blust, as línguas formosanas formam nove dos dez principais ramos da família austronésia, enquanto o restante contém cerca de 1.200 línguas malaio-polinésias encontrados fora de Taiwan. Embora linguistas discordam quanto a alguns detalhes da análise de Blust, um amplo consenso se formou em volta da conclusão de que as línguas austronésias originaram-se em Taiwan. Esta teoria foi reforçada por recentes estudos genéticos de populações humanas, apoiando também a natureza matrilinear da migração.